# Filmoteca Vaticana
La Filmoteca Vaticana és un arxiu que conserva prop de 8.000 pel·lícules històriques sobre els pontífex i l'Església Catòlica, així com pel·lícules comercials i documentals. La instituí el papa Joan XXIII el 16 de novembre de 1959. Depèn del Consell pontifici per a les Comunicacions Socials i el seu principal responsable és el delegat de la filmoteca, que des del 2006 és la crítica de cinama Claudia Di Giovanni, després de molts anys amb Enric Planas i Coma al càrrec.